# Sportovní trénink
Sportovní trénink je složitý a účelně organizovaný proces rozvoje specializované výkonnosti v určitém sportu nebo disciplíně.

## Cíle a úkoly sportovního tréninku
Cílem sportovního tréninku je dosáhnout co možná nejvyšší sportovní výkonnosti. Mezi tyto cíle patří také výchovná oblast (např. fair play, dodržování pravidel).
Úkoly sportovního tréninku se řeší v rámci jeho složek, kterými jsou technická, kondiční, taktická a psychologická příprava.

## Východiska sportovního tréninku
Mezi východiska sportovního tréninku patří:
- Proces motoricko-funkční adaptace, během něhož dochází k narušení homeostázy prostřednictvím podnětů (stresorů).
- Proces motorického učení, který se dělí na fázi seznámení, zdokonalování, automatizace a tvořivé realizace.
- Proces psycho-sociální interakce, který se týká formování psychiky a chování sportovce vlivem společenských vztahů.[1]

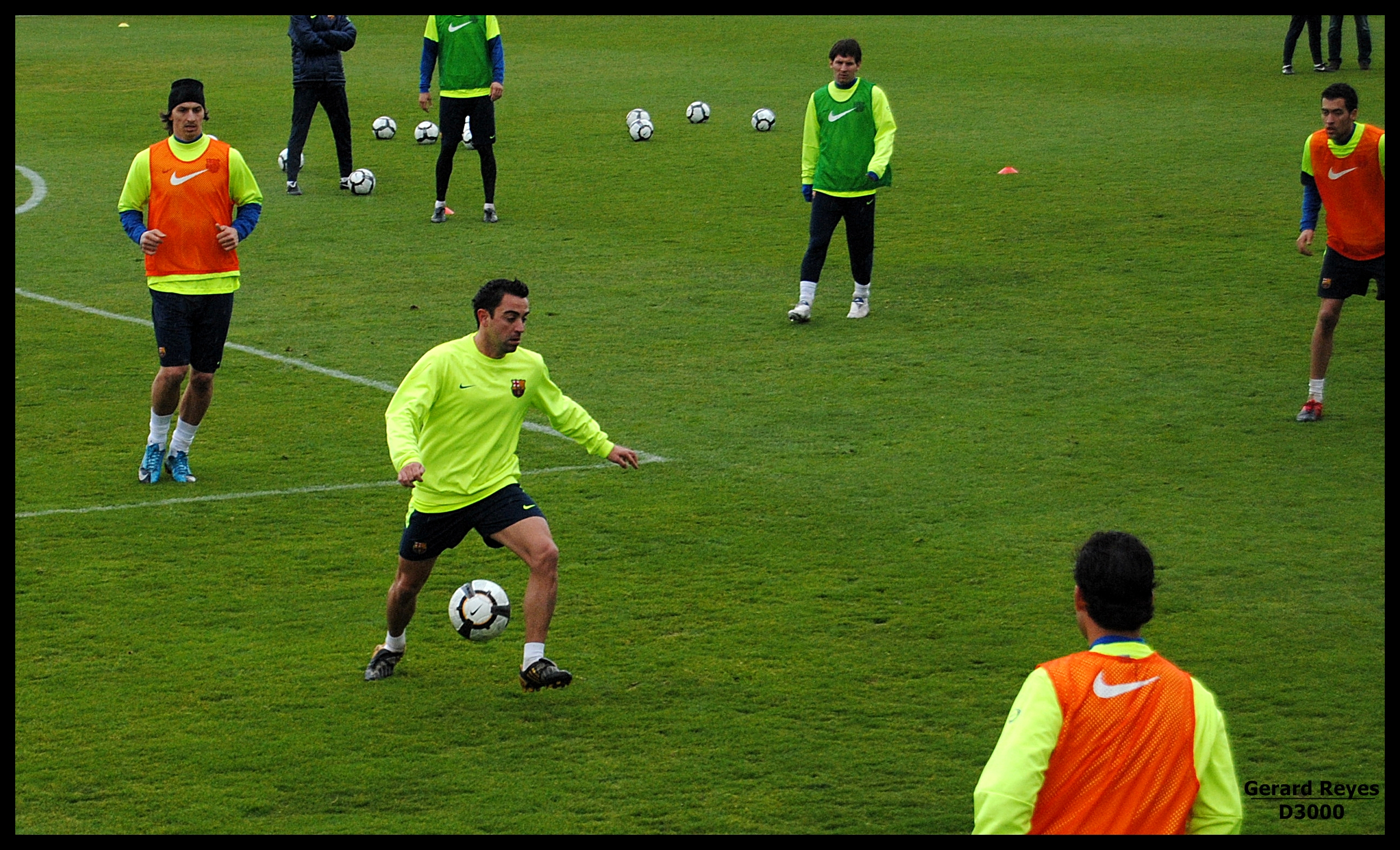
Tréninková jednotka - fotbal

## Tréninková jednotka, tělesná cvičení
Tréninková jednotka se skládá z části úvodní (rozcvičení, psychické naladění), průpravné (např. speciální gymnastická nebo atletická průprava), hlavní (plnění stanovených tréninkových cílů) a závěrečné (protažení, vyklusání).
Jednotlivá tréninková cvičení mají svůj obsah, dobu trvání a intenzitu.

## Únava a zotavení
Únava může být celková nebo místní, duševní, tělesná, ale také periferní (např. zvýšená koncentrace laktátu ve svalech) nebo centrální (snížená funkce CNS).
Zotavení je důležitou součástí sportovního tréninku, během něhož dochází k mnoha adaptačním změnám v organismu.

## Koncepce sportovního tréninku
Ve sportovním tréninku rozlišujeme z dlouhodobého hlediska dvě základní koncepce, a to „ranou specializaci“ a „trénink přiměřený věku“.

## Řízení sportovního tréninku
Řízení sportovního tréninku zahrnuje vědomé, racionální a zdůvodněné pokyny a zásahy do tréninku. Uskutečňuje se prostřednictvím plánování a evidence tréninku, kontroly trénovanosti a vyhodnocováním tréninku.